# 伊万里市民図書館
伊万里市民図書館は佐賀県伊万里市に設置されている公共図書館である。市民と行政が一緒に建設や運用について考え実行していることや、図書館ボランティアを全国に先駆けて進めるなど、様々な先進的活動で知られる。

## 歴史
1928年（昭和3年）、昭和天皇の即位記念事業として設置された「町立伊万里図書館」を前身とする。1954年（昭和29年）4月、伊万里市の発足に伴い市立施設となり、1995年（平成7年）には現在地にオープンした。

### 市民参加型の建設
建設に際し「伊万里を作り・市民とともに育つ・市民の図書館」という目標を設定し 、行政と市民が一緒になって勉強し構想を行った。1992年に「図書館建設準備室」を設置、1993年6月から翌年2月にかけて「図書館づくり伊万里塾」という市民参加型の勉強会を8回開催した。1994年2月に起工式を行い1995年7月に落成した。工事期間中の1994年11月には市民参加でアメリカ図書館視察（シアトル・ブレマートン・サンリアントロ）を行った。

### 受賞歴
建物に関する賞のほか、図書館としての活動自体についても多くの賞を受けている。
- 1997年10月　第13回日本図書館協会建築賞受賞
- 2000年6月　第7回公共建築優秀賞受賞
- 2002年4月　子どもの読書活動優秀実践図書館として文部科学大臣表彰受賞
- 2008年10月　第2回文字活字文化推進大賞受賞
- 2014年4月　子どもの読書活動優秀実践図書館として文部科学大臣表彰受賞（2回目）
- 2015年9月12日　日本経済新聞別刷り　「NIKKEI　プラス1」1面の「何でもランキング」で西日本の楽しい図書館の1位にランクされる。
- 2016年11月 Library of the Year 2016 ライブラリアンシップ賞受賞（伊万里市民図書館と伊万里市民図書館友の会 図書館フレンズいまり）

## 館内施設

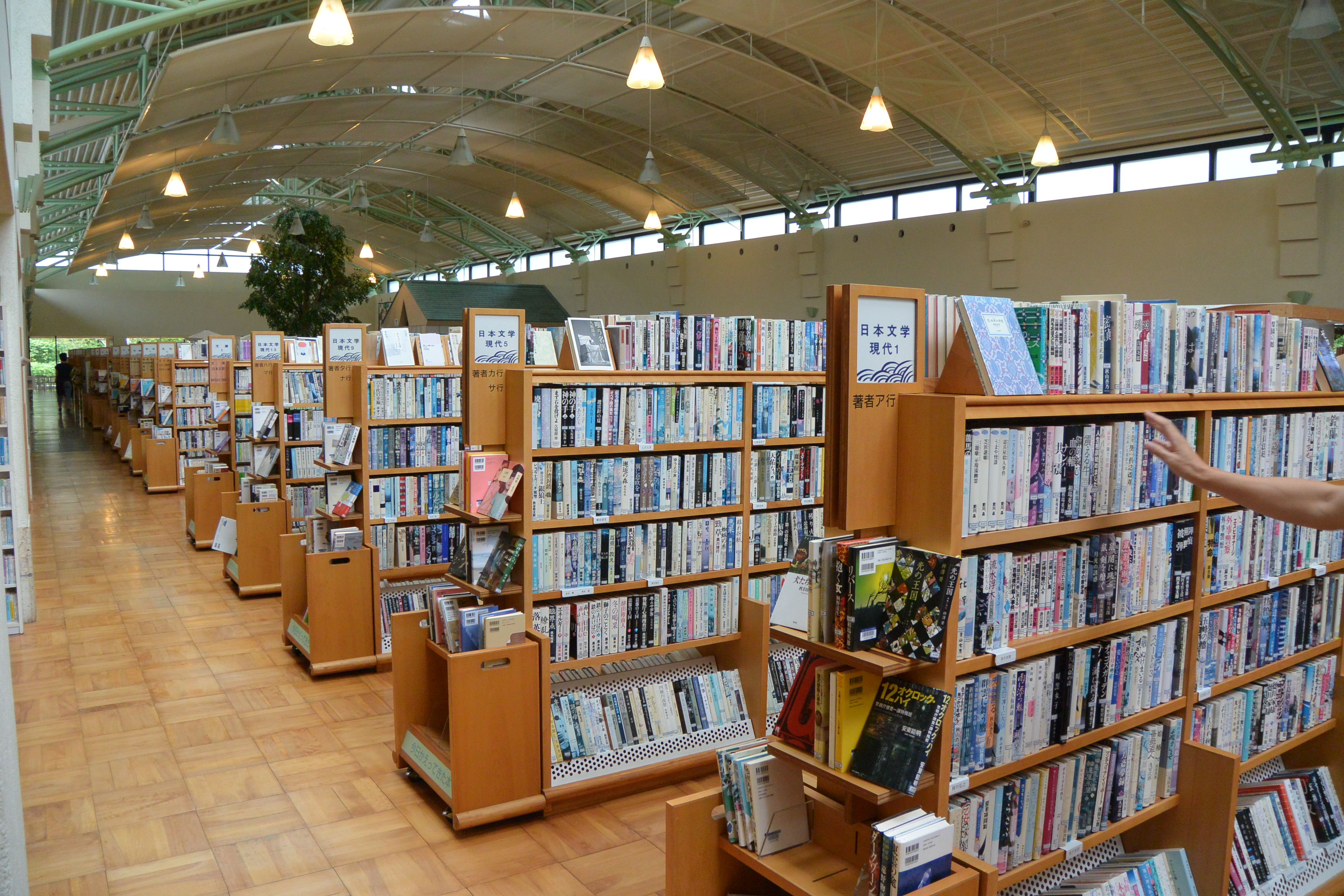
高い天井と145cmに統一された書架のおかげで広々とした館内、奥に見える樹木のようなものがイスの木

平屋建ての鉄筋コンクリート構造で平面形状は複雑。一般開架室と子ども開架室は高い天井の下に直線状に設けられ、境目にイスの木のコーナーがある。このコーナーは親子で来館した利用者の待ち合わせに使われる。一般開架室の本棚は車椅子が通れるよう配置され、高さも車椅子に乗ったままで手が届く145cmに統一されている。書架の各列には本を読むための椅子が配置されており、ゆっくり本を探せるよう配慮されている。棚に設置されている案内表示には主に陶器が用いられている。
子ども開架室の書架は子どもが自分で本を取れるように高さが一般用より1段少なく設定されている。子ども開架室に隣接して、「おはなし会」などに使われる「のぼりがまのおへや」がある。この部屋の外観は焼き物の町伊万里にちなんで名前の通り登り窯に似せて作られており、開架室とは扉で隔てられているため中の声が開架室に聞こえてこない。
伊万里やその近辺の資料をそろえた「伊万里学コーナー」はAVコーナーとともに一般開架室の奥に設置されている。また館内で本を読める「閲覧コーナー」や「くつろぎコーナー」が各所に配置され、「滞在型図書館」として機能している。
書架の書物は基本的には日本十進分類法に則って配置されているが、「ヤングコーナー」や「くらしのコーナー」では、それにとらわれず対象者のニーズに合わせた書物を集積している。
他の図書館と同様に館内での飲食は禁止されているが、テラスや中庭にはテーブルやベンチが並んでおり、ここでは飲食も図書閲覧も可能である。
入り口のカウンターの上には大きな表示板が設置され、図書館の自由に関する宣言と、「伊万里市民図書間設置条例　第1条」を掲示している。館内の写真撮影は許可をもらって可能、館員に余裕があれば館内の案内もしてもらえる。

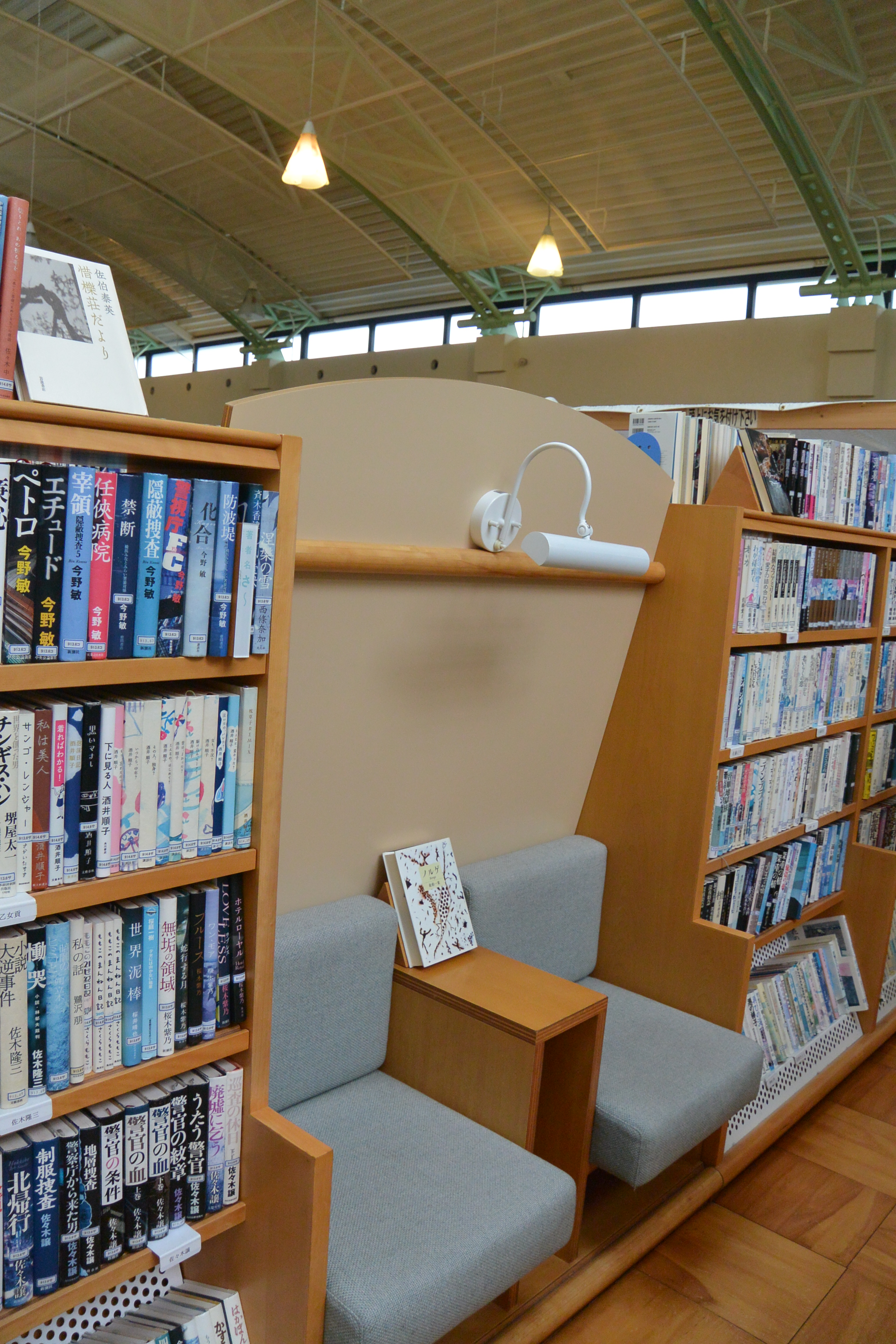
書架の各列に設けられた閲覧席、集めた本を置けるよう肘掛の幅が広い
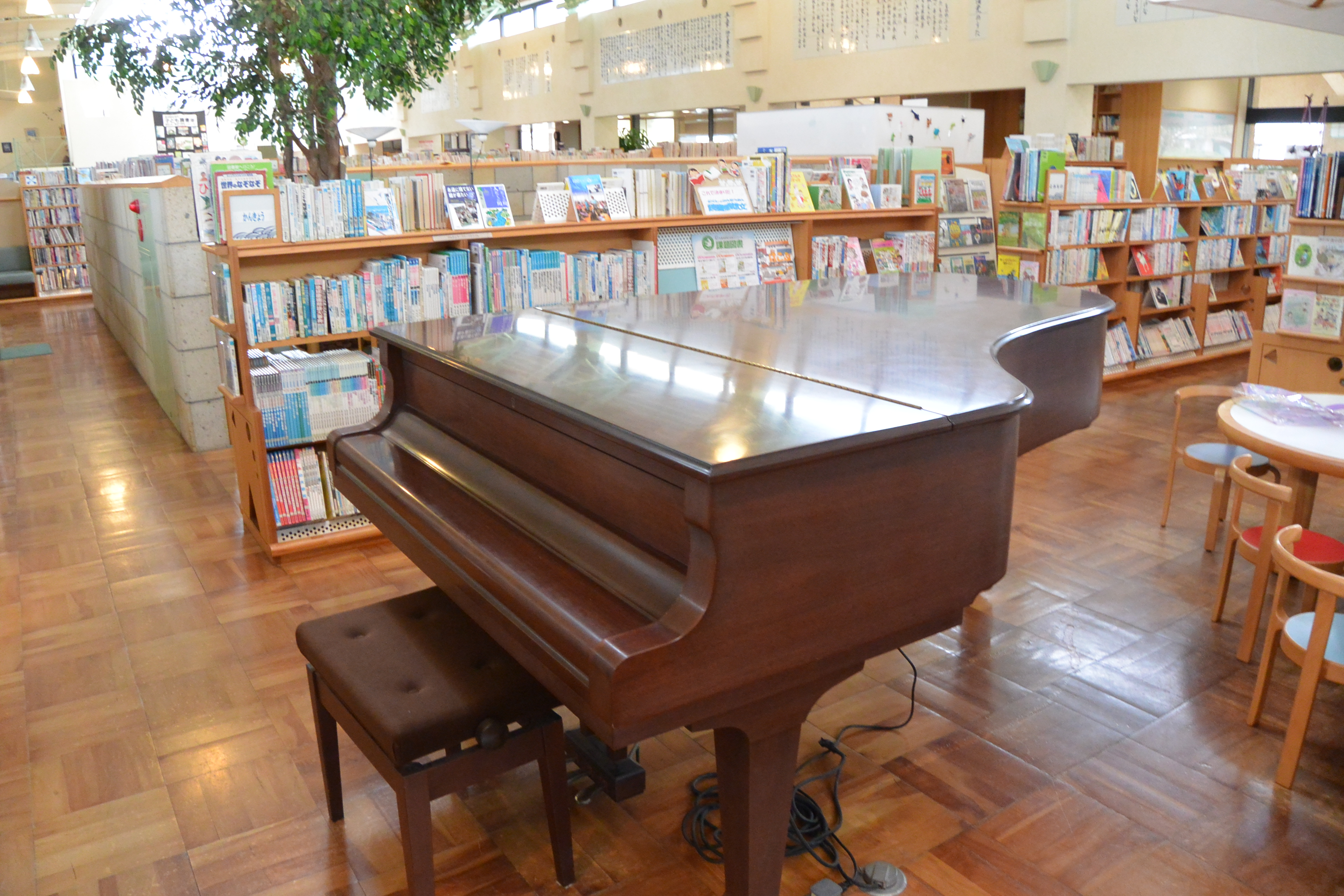
子ども開架室に置いてあるピアノ、童謡の会があるときにこのピアノが演奏される
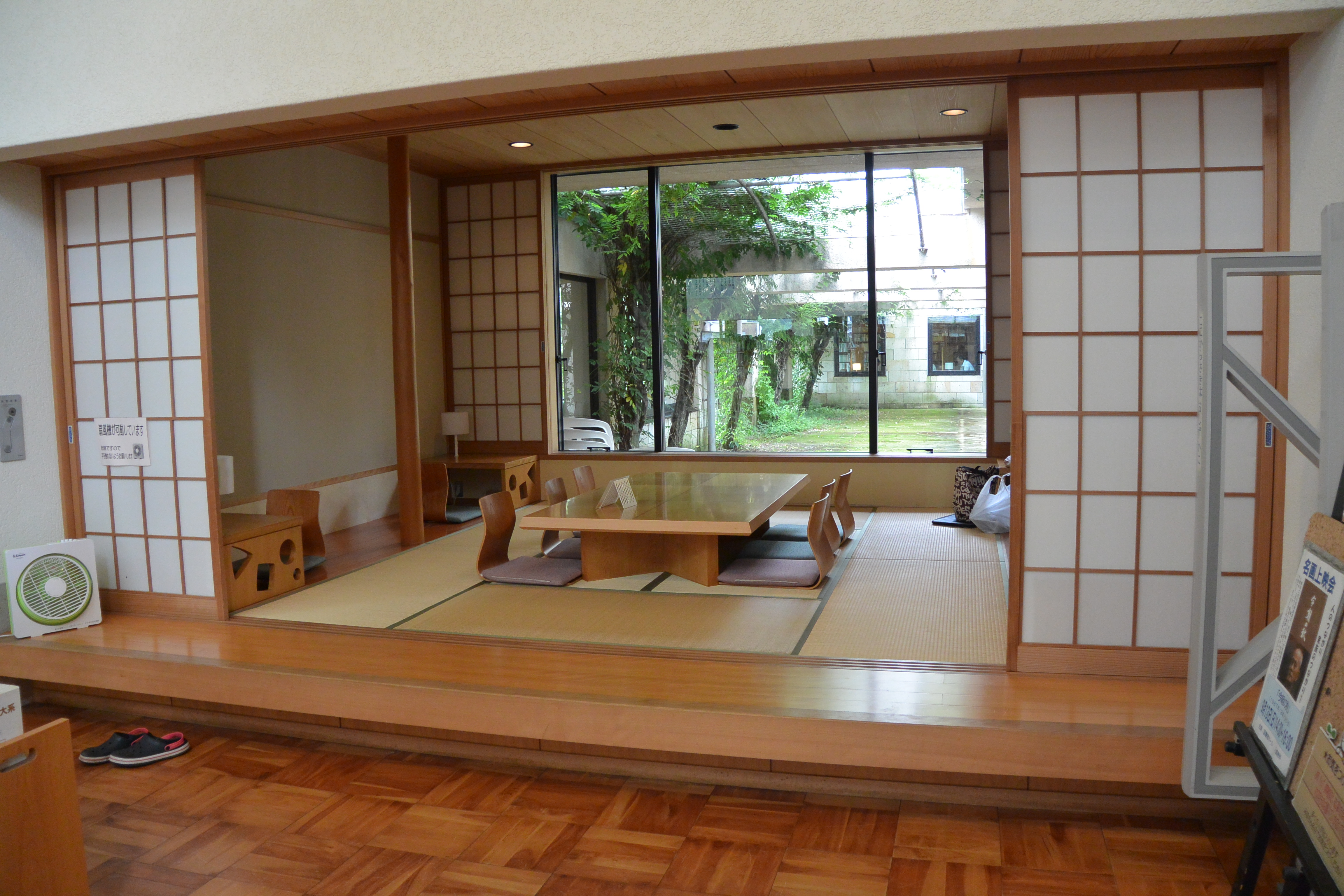
書斎風の閲覧室、「高校生以上のみ利用可」の表示がある
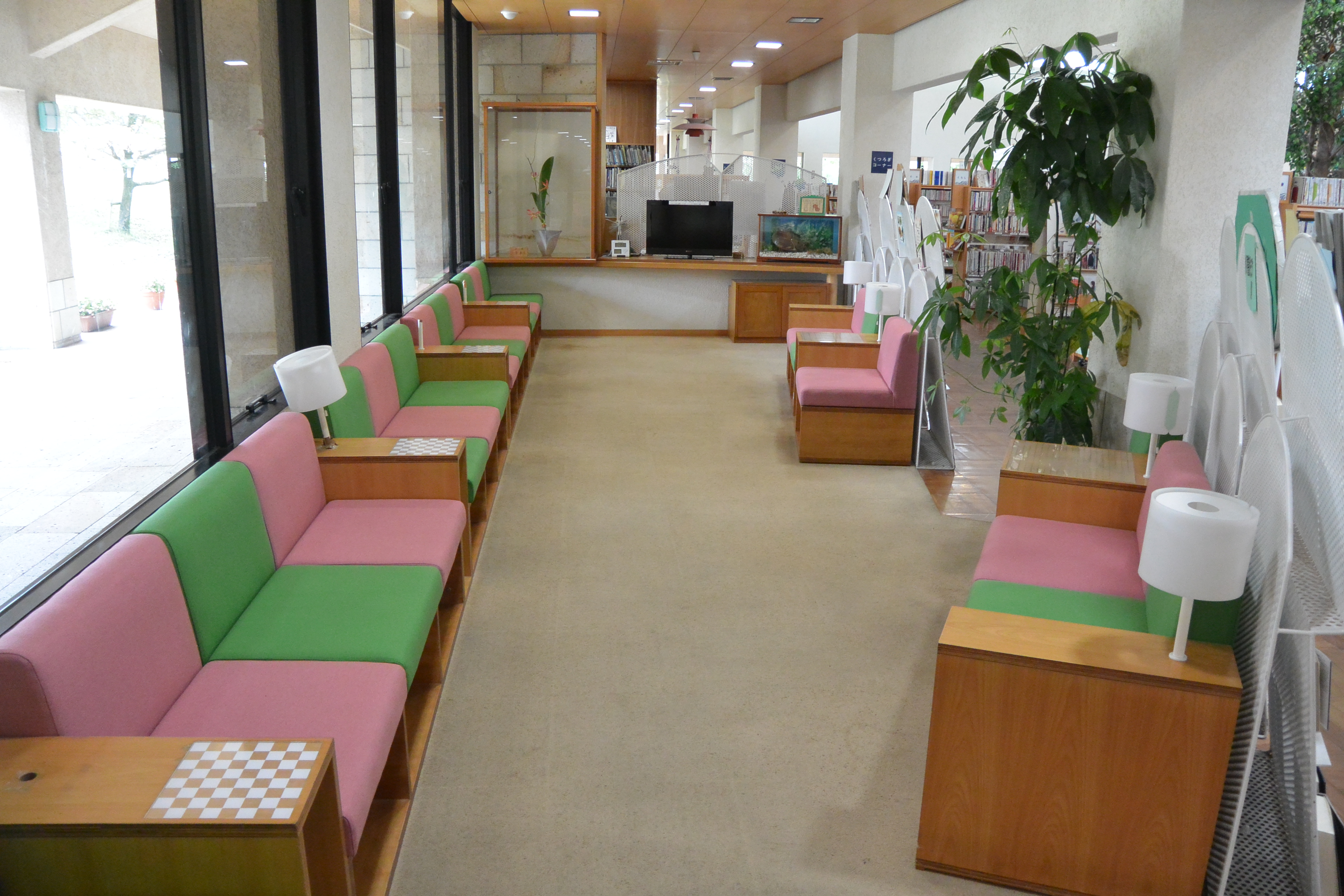
くつろぎコーナー、テレビが設置されている。椅子の肘掛にはリバーシや将棋ができる桝目がある。
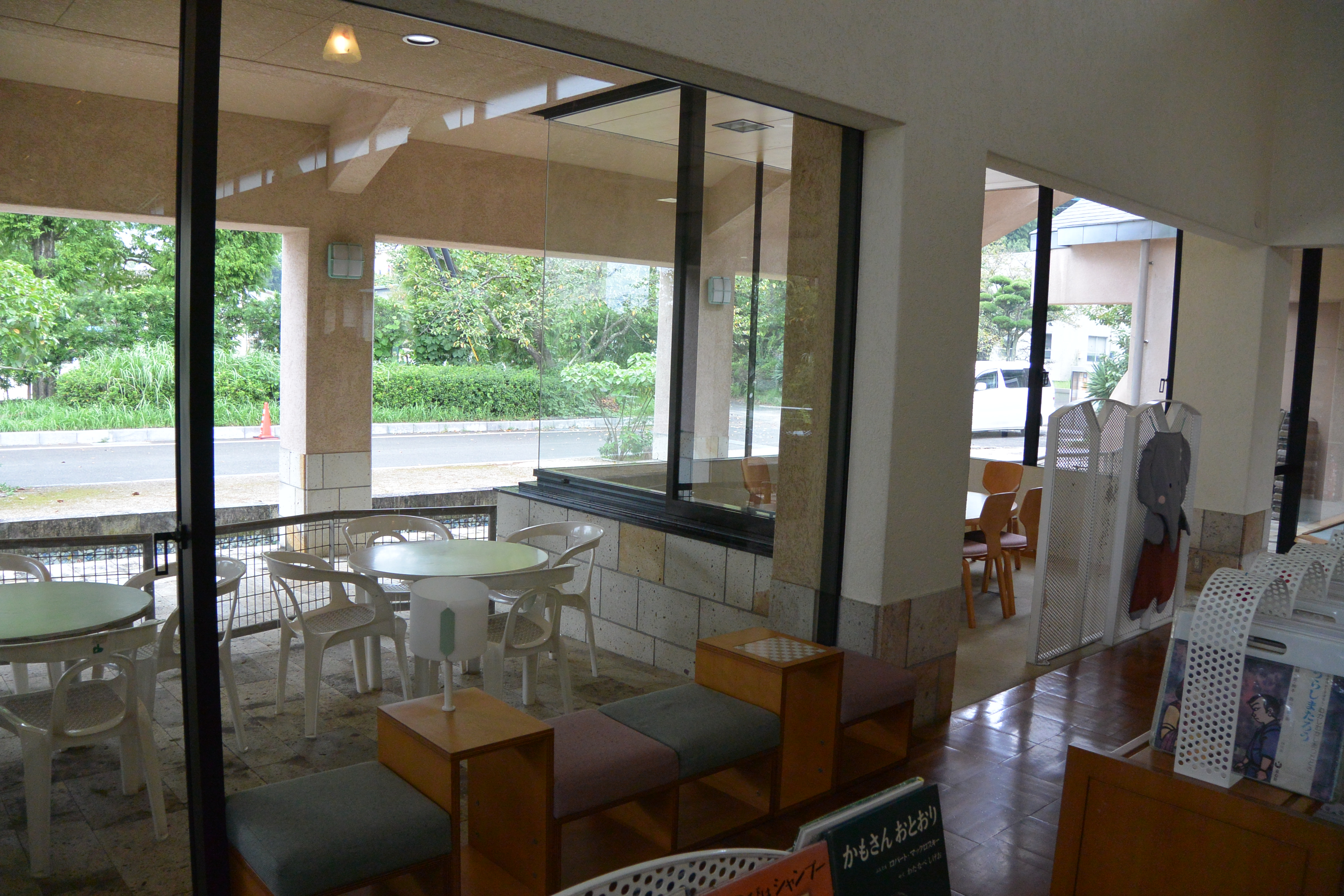
子ども開架室の外にあるテラス、室内から扉を通って自由に行き来でき、閲覧のほか飲食も可能。

### 付属施設
敷地内には、市民が利用できる施設が多く設けられている。ホールは必要に応じて階段状の座席に変更できる可動式の座席を有しており、ホールの脇に小会議室も設けている。特別展示室・展示ホールは種々のイベントに使われる。館内にカフェテリアがあり、福祉喫茶「あおぞら」が軽食や飲み物を提供している。

## 自動車図書館「ぶっくん」
トラックを改造した移動図書館で、ステーションと名づけた72の地点（保育園・幼稚園、小学校・中学校・養護学校、公民館、病院・健老施設、JA・企業、その他）を月に2〜3度巡回する。
2台が稼動しており、それぞれ、ぶっくん1号（4tトラック改造、黄色と緑のツートンカラー）と、ぶっくん2号（3.5tトラック改造、ピンクと青のツートンカラー）と名づけられた。2010年に1号はリニューアルし、新ぶっくん1号となり、初代ぶっくん1号（1991年度から始動。積載2,500冊）は社団法人日本外交協会に譲渡後、南アフリカ共和国へ寄贈された。それぞれ約3,000冊の本を載せることができ、市域の広い伊万里市において、足を運ぶことの難しい人々からの支持は多く、図書館利用者の2割はぶっくんによるものとされる。2017年2月に新ぶっくん2号へと更新され（ふるさと納税の寄附金を利用）、引退する初代ぶっくん2号（3tトラック改造車）は24年の長きに渡っての使用（走行距離は約14万km）で、次の引取り手は見つからず分解して売却となることが決まり、利用者らの感謝の気持ちをびっしり書き込まれた車体に別れを惜しんだ。

## 図書館ボランティア
図書館支援市民活動団体「図書館フレンズいまり」は、新図書館開設と同年に発足した、図書館とは別組織の市民活動団体。2015年度に設立20周年をむかえ、会員の会費で運営され図書館活動をサポートしており、講演会の企画・実施、年2回のイベント、古本市や会誌の発行を行っている。館内の一角に事務所が設けられている。他に10の団体が存在し、図書館の活動を支援している。

## アクセス
- 伊万里駅より徒歩20分

## 関連事項
- 図書館ボランティア
- 武雄市図書館・歴史資料館